# Zdeněk Kohout
Zdeněk Kohout (* 14. května 1967) je bývalý český bobista. Závodil ve dvojbobu pilota Petra Ramseidla.

## Sportovní kariéra
Startoval na ZOH 1992, kde v soutěži dvojbobů skončil na 31. místě.